# Saksische wesp
De Saksische wesp (Dolichovespula saxonica) is een vliesvleugelig insect uit de familie van de plooivleugelwespen (Vespidae). De wetenschappelijke naam is gepubliceerd in 1793 door Fabricius.

## Gedrag
De Saksische wesp is een wesp die minder agressief is dan de Duitse wesp en de gewone wesp. Deze laatste twee worden ook wel limonadewespen genoemd, omdat ze aan het einde van de zomer, als het natuurlijke voedsel op is naar zoetigheden op zoek gaan.
De Saksische wesp zal het goed vinden als men op korte afstand van het nest komt kijken. De kijker zal zelfs genegeerd worden. Pas wel op als ineens veel wespen naar buiten komen vliegen. Dan heeft er één alarm geslagen en zullen ze massaal het nest verdedigen. Dit gebeurt bijvoorbeeld bij harde geluiden rondom het nest, veel snelle bewegingen voor de ingang of trillingen die bijvoorbeeld worden veroorzaakt door een tik tegen het nest of een voetbal.

## Huisvesting
De Saksische wesp bouwt haar nest van onder andere hout. Dit haalt ze van bijvoorbeeld schuttingen. Door het te vermengen met speeksel wordt het een soort specie waarmee ze het nest laag voor laag zullen opbouwen. Het bouwen begint aan het einde van de Lente. Zijn de wespen het jaar erop weer welkom in de tuin? Haal dan in oktober niet het hele nest weg maar laat een klein stukje bovenaan zitten. Dit kan de koningin het jaar erop dan weer gebruiken om te starten met de bouw.

## Verdediging
De Saksische wesp zal bij het verdedigen van het nest eerst tegen de belager aanvliegen. Dat doen ze als ze boos zijn en het gevaar te dicht bij het nest staat. Ze geven dus een waarschuwing als men te dichtbij staat. Neemt men geen afstand dan is de kans groot dat ze 1 van de volgende keren wel steken. Zodra duidelijk is dat het gevaar geweken is, zullen de wespen weer snel rustig worden en allemaal weer het nest in gaan of verder gaan met hun werk. En dan kan men weer rustig het nest benaderen.

## Levenscyclus
De koningin zoekt aan het einde van de lente een geschikte plek om haar nest te bouwen. Al snel legt ze eieren om haar leger te starten met werk wespen. Midden tot eind zomer zal het nest uitsterven. En dan zal het nest ook leeg raken.

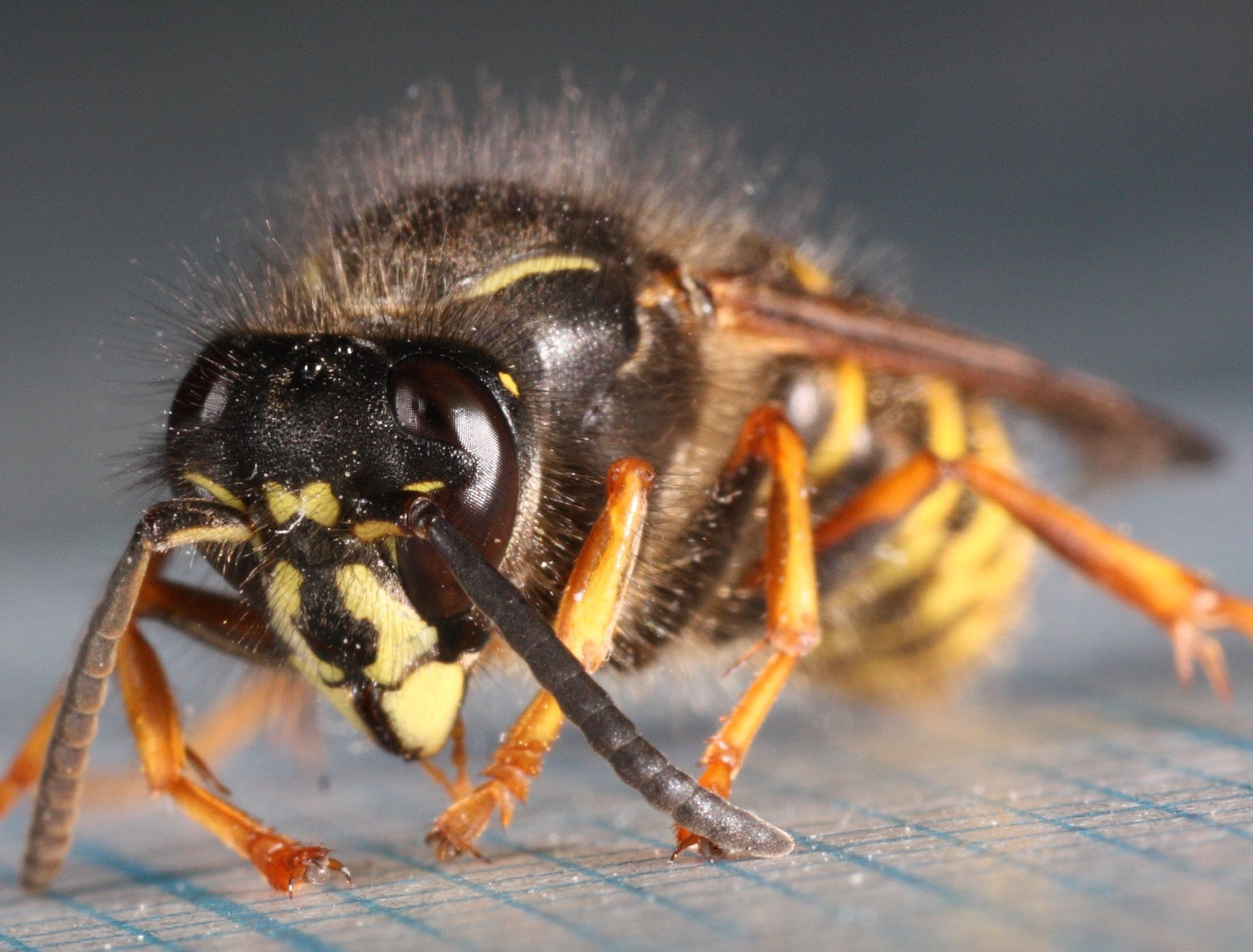